# Agrias horracki
Agrias horracki är en fjärilsart som beskrevs av Le Moult 1925. Agrias horracki ingår i släktet Agrias och familjen praktfjärilar. Inga underarter finns listade i Catalogue of Life.